# Ovodda
Ovodda település Olaszországban, Szardínia régióban, Nuoro megyében. Lakosainak száma 1520 fő (2023. január 1.). Ovodda Fonni, Ollolai, Teti, Desulo, Gavoi és Tiana községekkel határos.

## Népesség
A település lakossága az elmúlt években az alábbi módon változott:
| Lakosok száma | 1606 | 1610 | 1520 |
|               | 2017 | 2018 | 2023 |